# Charlotte McKinney
Charlotte McKinney (Orlando, Florida, 6 de agosto de 1993) es una modelo y actriz estadounidense.

## Primeros años
Charlotte McKinney nació y creció en Orlando, Florida. Ella tiene una hermana mayor llamada Garland. Ella tiene dislexia, y dijo que fue el blanco de la intimidación como resultado de su desarrollo físico durante la pubertad. Asistió a la William R. Boone High School en Orlando.

## Carrera
Después de abandonar la escuela secundaria a los 17 años, McKinney, quien se describe a sí misma como «una bomba muy curvilínea con senos extremadamente grandes», siguió una carrera de modelo, pero luchó por encontrar el éxito con una agencia. Optando por confiar en Instagram como muestrario, pronto se convirtió en «Insta-famosa»  y fue perfilada en Esquire.  McKinney acredita el servicio de redes sociales como un factor en su éxito posterior, que incluye campañas para la marca de moda Guess. Firmó con Wilhelmina Models.
McKinney fue la modelo destacada en el comercial All Natural Burger de Carl's Jr., que fue lanzado en línea en enero de 2015 y transmitido a nivel regional durante el Super Bowl XLIX. El anuncio viral presentaba a McKinney caminando alrededor de un mercado de productores, indicando que ella es «toda natural» y usando dobles sentidos para implicar que ella está desnuda con los artículos colocados estrategicamente en el mercado, hasta que se revela a McKinney en bikini comiendo el All Natural Burger. El éxito del comercial ha llevado a McKinney a ser apodada «la próxima Kate Upton», quien también obtuvo la atención nacional por aparecer en un comercial de Carl's Jr. durante un Super Bowl.
El 24 de febrero de 2015, McKinney fue anunciada como una de las celebridades que competirían en la temporada 20 de Dancing with the Stars. Ella fue emparejada con el bailarín profesional Keo Motsepe. La pareja fue la segunda en ser eliminada y terminó en el decimoprimer puesto.
McKinney apareció como Missy en la película Joe Dirt 2: Beautiful Loser (2015). Ella apareció en la adaptación de la película Baywatch, y en el remake de Flatliners (2017). McKinney también sale en el video musical «Body Moves».

## Filmografía

### Películas
| Año  | Título                        | Papel           | Notas           |
| ---- | ----------------------------- | --------------- | --------------- |
| 2007 | The Diary of Tommy Crisp      | Chianti         | Cortometraje    |
| 2010 | Thresholds                    | Claire          | Vídeo corto     |
| 2015 | Joe Dirt 2: Beautiful Loser   | Missy           | Directo a video |
| 2016 | The Late Bloomer              | Mujer atractiva |                 |
| 2017 | Mad Families                  | Sharni          |                 |
| 2017 | Literally, Right Before Aaron | Charlotte       |                 |
| 2017 | Baywatch                      | Julia           |                 |
| 2017 | First We Take Brooklyn        | Julie           |                 |
| 2017 | Flatliners                    | Enfermera       |                 |
| 2020 | Fantasy Island                | Chastity        |                 |

### Vídeos musicales
| Año  | Canción           | Álbum           | Artista                |
| ---- | ----------------- | --------------- | ---------------------- |
| 2015 | «Punching Bag»    | Transgressionzz | Akillezz               |
| 2015 | «Might Not»       | Up For Days     | Belly Feat. The Weeknd |
| 2016 | «I'm Not The One» | Arranging Time  | Pete Yorn              |
| 2016 | «Body Moves»      | DNCE            | DNCE                   |